# Virus du sarcome aviaire
Alpharetrovirus avileu
Espèce
Alpharetrovirus avileu, aussi appelé virus du sarcome aviaire (en anglais : Avian leukosis virus), est une espèce de rétrovirus (à simple brin d'ARN positif) ce qui signifie que son patrimoine génétique n'est contenu que sur un seul brin d'ARN qui sera traduit directement après absorption par la cellule. En effet, les virus ayant pour patrimoine génétique un brin d'ARN négatif ne peuvent pas synthétiser directement une protéine, il faudra dans un premier temps synthétiser le brin complémentaire au brin négatif à l'aide de l'ARN réplicase pour permettre au virus de synthétiser ses propres protéines au détriment de sa cellule-hôte (exemples : virus de la grippe, virus de la stomatite vésiculaire).

## Référence biologique
- (en) ICTV : Avian leukosis virus  (consulté le 28 février 2021)